# Elite (jeu vidéo)
Pour les articles homonymes, voir Elite.
Elite est un jeu vidéo de commerce et de combat spatial édité à l'origine par Acornsoft sur BBC Micro en 1984 puis porté sur beaucoup d'autres ordinateurs. Écrit et développé par David Braben et Ian Bell, Elite est considéré par certains comme l'un des jeux les plus innovants de l'histoire du jeu vidéo.

## Principe de jeu
Le jeu prend place dans un univers composé d'un grand nombre de planètes et stations spatiales. Le joueur incarne un commerçant équipé d'un cargo armé. Le joueur a toute latitude de pratiquer un commerce légal ou illégal, tout en sachant que chaque planète et station a ses propres lois sur le sujet. Un commerce illégal est parfois plus lucratif, mais fait prendre des risques au joueur, qui devra alors affronter forces de police et pirates intéressés par sa cargaison. Le commerce légal, quant à lui, demande plus de trajets et une étude plus approfondie de l'approvisionnement en bien de première nécessité, équipement, etc. de chaque station et planète. Chaque marchandise et arme a son propre encombrement, ce qui demande un effort de gestion au joueur.
On ne gagne jamais dans Elite. On peut simplement progresser pour s'enrichir et acquérir de meilleurs vaisseaux et armes (suivant les versions). On peut par contre perdre, en se trouvant indigent, détruit par un crash, ou abattu au cours d'un combat avec des pirates ou des forces de l'ordre.

## Programmation
Afin de faire tenir l'univers gigantesque (huit galaxies et 2 000 étoiles) d'Elite dans 20 Ko, David Braben et Ian Bell ont appliqué le principe des nombres pseudo-aléatoires : à partir d'une graine aléatoire et d'un algorithme, il est possible de générer une suite connue de nombres. Elite utilise ce principe pour générer les noms des planètes, leurs coordonnées, taille, type d'économie. Chaque galaxie est générée à partir d'une graine différente de 6 octets. Pour réduire encore la taille nécessaire, les graines des galaxies sont calculées en effectuant une rotation bit à bit de la graine de la première galaxie.

## Versions
- 1984 - BBC Micro
- 1985 - Amstrad CPC, Apple II/IIGS, Commodore 64, ZX Spectrum
- 1987 - DOS, MSX (Mr. Micro)
- 1988 - Atari ST, Amiga (Mr. Micro)
- 1991 - NES

D'autres versions du jeu existent, notamment sur Archimedes, NEC PC-98 et SAM Coupé. Des développeurs amateurs ont parfois réalisé des portages, par exemple sur Commodore Plus/4, ou encore apporté des modifications au jeu original. Elite Advanced sur Amiga, développé par AmiGer en 2003, apporte ainsi de nouveaux vaisseaux, équipements et corrige certains « bugs » de l'original. Certaines adaptations se sont particulièrement distinguées, comme 1337 développée par Jose Maria Enguita (alias « Chema ») pour les machines Oric, qui a remporté le Oldschool Gaming Game Of The Year Award. Il existe aussi une réécriture du jeu sous licence libre : Oolite.
Elite Plus est une version améliorée officielle sortie sur DOS en 1991.

## Accueil
Le jeu est très bien accueilli par la presse spécialisée à sa sortie :
- Ace : 918/1000 • Edge : 10/10 • Zzap!64 : 98 %[réf. souhaitée]

Le jeu est l'une des entrées de l'ouvrage Les 1001 jeux vidéo auxquels il faut avoir joué dans sa vie.